# Charles-François-Prosper Guérin

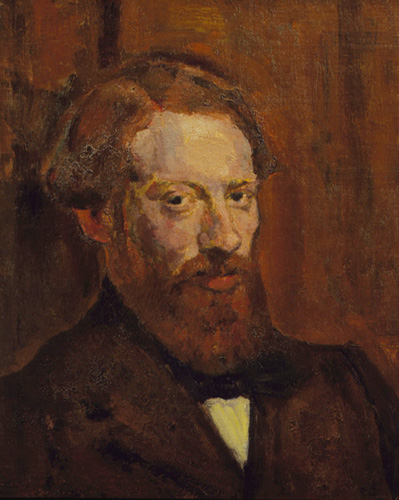
Selbstporträt, Öl auf Leinwand, 1899

Charles-François-Prosper Guérin (* 21. Februar 1875 in Sens; † 19. März 1939 in Paris) war ein französischer Maler des Fauvismus.

## Leben
Charles-François-Prosper Guérin, Sohn des Malers Jean Michel Prosper Guérin (1838–1921), studierte unter Théodore Chassériau
und Gustave Moreau an der École des Beaux-Arts in Paris. Guérin war zunächst von Malern des Impressionismus wie Pierre-Auguste Renoir und Claude Monet beeinflusst, bevor er sich dem Fauvismus zuwandte. Sein Debüt im Salon des Artistes Français gab er 1896, seit 1903 stellte er im Salon d’Automne aus. Zudem zeigte er seine Bilder ab 1906 im Salon des Indépendants und sandte später seine Werke zu Ausstellungen in München, Brüssel und Amsterdam.
Zu seinem Werk gehören überwiegend Porträts und Stillleben. Darüber hinaus arbeitete er als Buchillustrator und fertigte Dekorationen und Kostüme für die Oper an. Zum Ende seiner Karriere wurde er zum Professor der École des Beaux-Arts berufen.

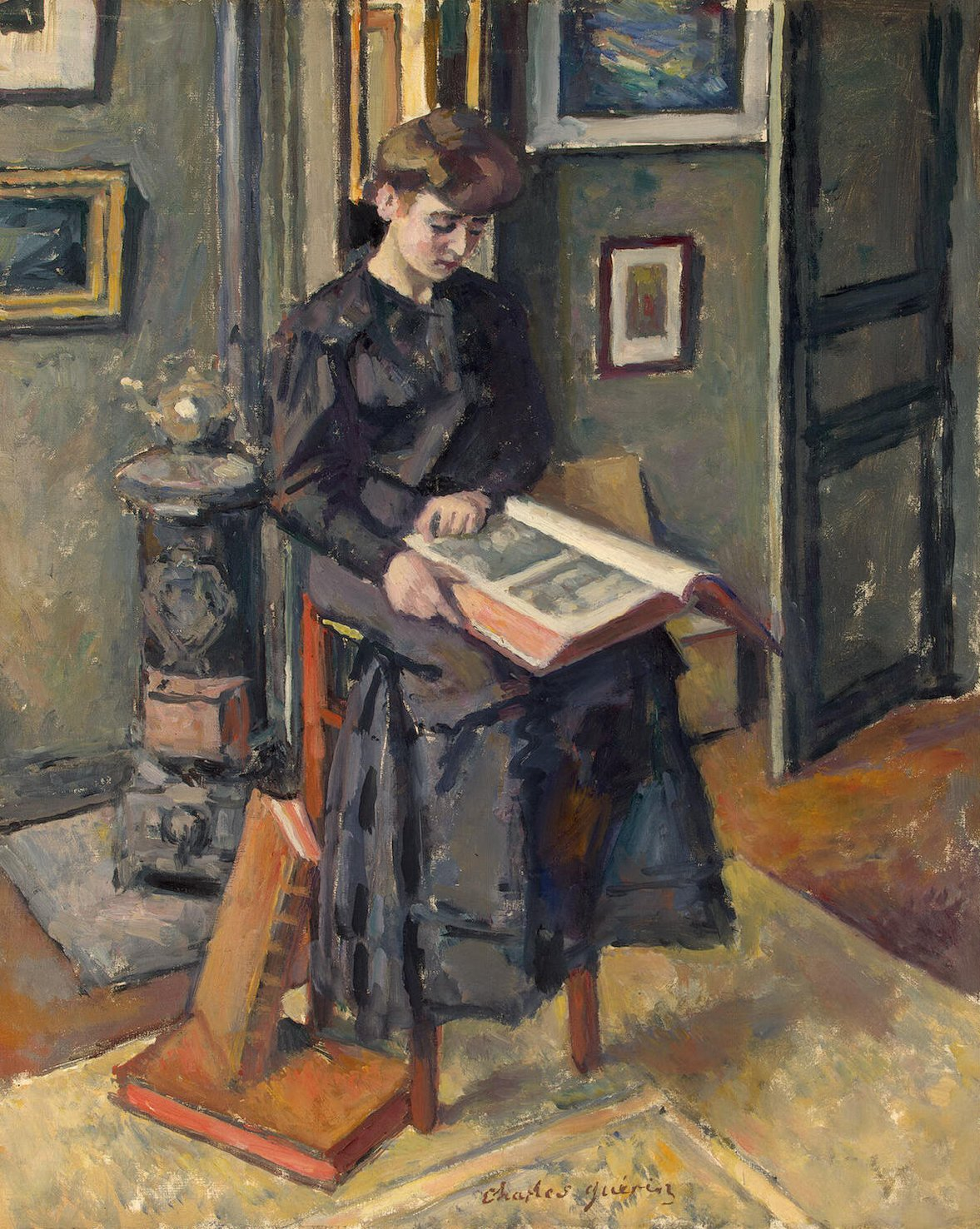
Mädchen mit Buch, 1906
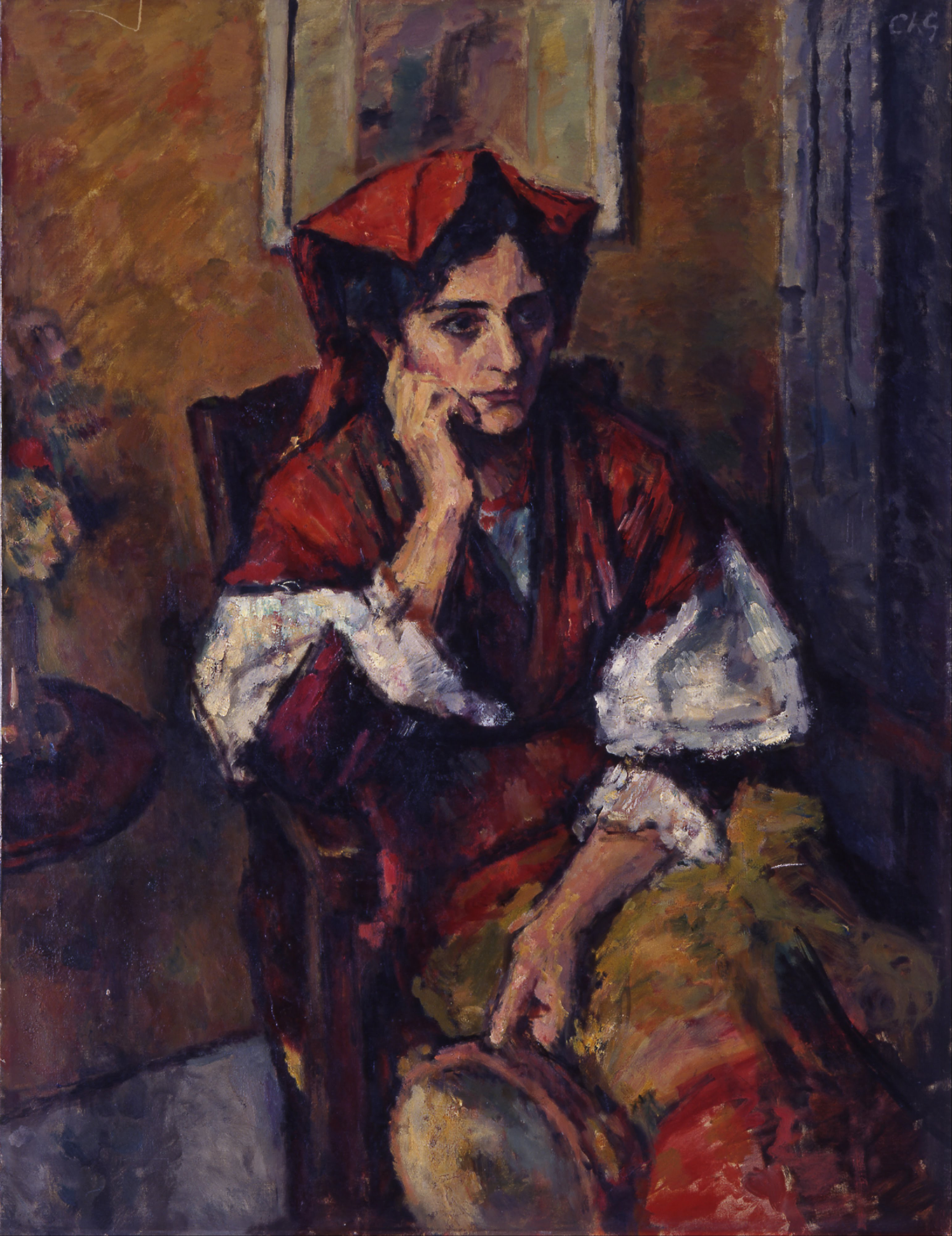
Französin mit Tambourine, ca. 1911 bis 1914
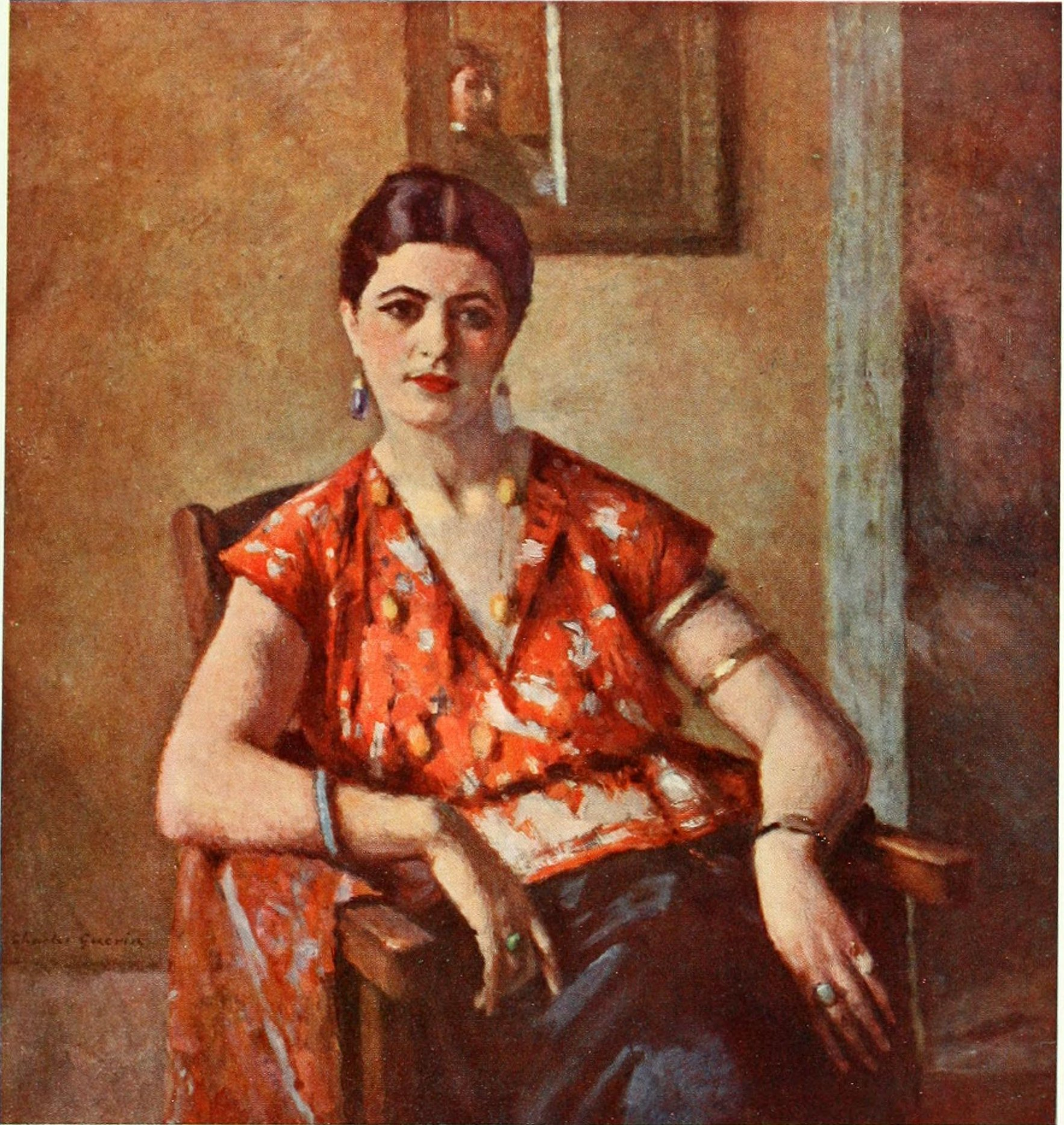
Fraum mit Armbändern, ca. 1922
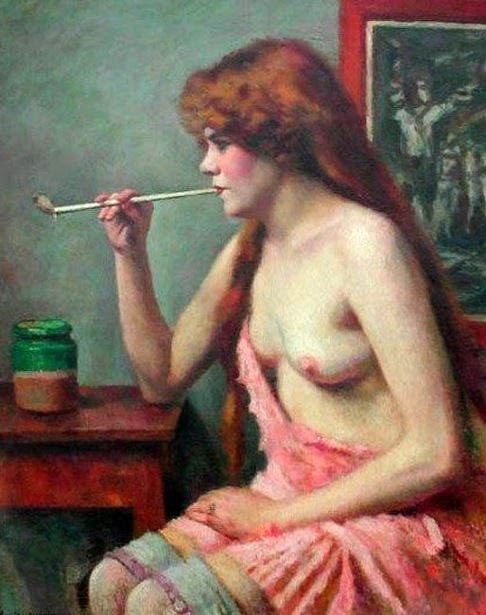
Mädchen mit Pfeife, ca. 1939